# Kundby Sogn
Kundby Sogn 
ist eine Kirchspielsgemeinde (dän.: Sogn)
auf der Insel Sjælland im südlichen Dänemark.
Bis 1970 gehörte sie zur Harde Tuse Herred im damaligen Holbæk Amt, danach zur Svinninge Kommune im Vestsjællands Amt, die im Zuge der  Kommunalreform zum 1. Januar 2007 in der Holbæk Kommune in der Region Sjælland aufgegangen ist.
Im Kirchspiel leben 1669 Einwohner, davon 756 im Kirchdorf (Stand: 1. Januar 2023).
Im Kirchspiel liegt die Kirche „Kundby Kirke“.
Nachbargemeinden sind im Osten Hagested Sogn, Gislinge Sogn und Butterup-Tuse Sogn, im Süden Stigs Bjergby-Mørkøv Sogn, im Südwesten Jyderup Sogn und im Westen Hjembæk-Svinninge Sogn, ferner in der nördlich benachbarten Odsherred Kommune Hørve Sogn.